# Vík (Islândia)
Vík ou Vík í Mýrdal ( PRONÚNCIA) é uma pequena cidade da Islândia, localizada no extremo sul da ilha, muito perto do mar.
A praia de Reynisfjara, localizada no interior de Vík, é notória devido à sua areia de cor preta, que se estende por aproximadamente 5 quilómetros.

Está situada entre o mar e o glaciar de Mýrdalsjökull, na proximidade do vulcão Katla. Não dispõe de porto nem de atividade piscatória, mas é atravessada pela estrada circular Hringvegur. Recebe bastantes turistas.
Tem cerca de 639 habitantes (2024), e é a sede da Comuna de Mýrdalshreppur, a qual faz parte da Região Sul (Suðurland).

## Transportes
Vík í Mýrdal é servida pela estrada de circunvalação Hringvegur (islandês: Þjóðvegur 1) que circunda toda a ilha, sempre próximo ao litoral e ligando todas as principais cidades do país. 

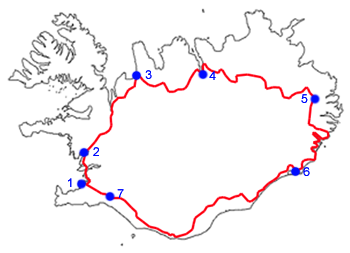
A estrada Hringvegur.

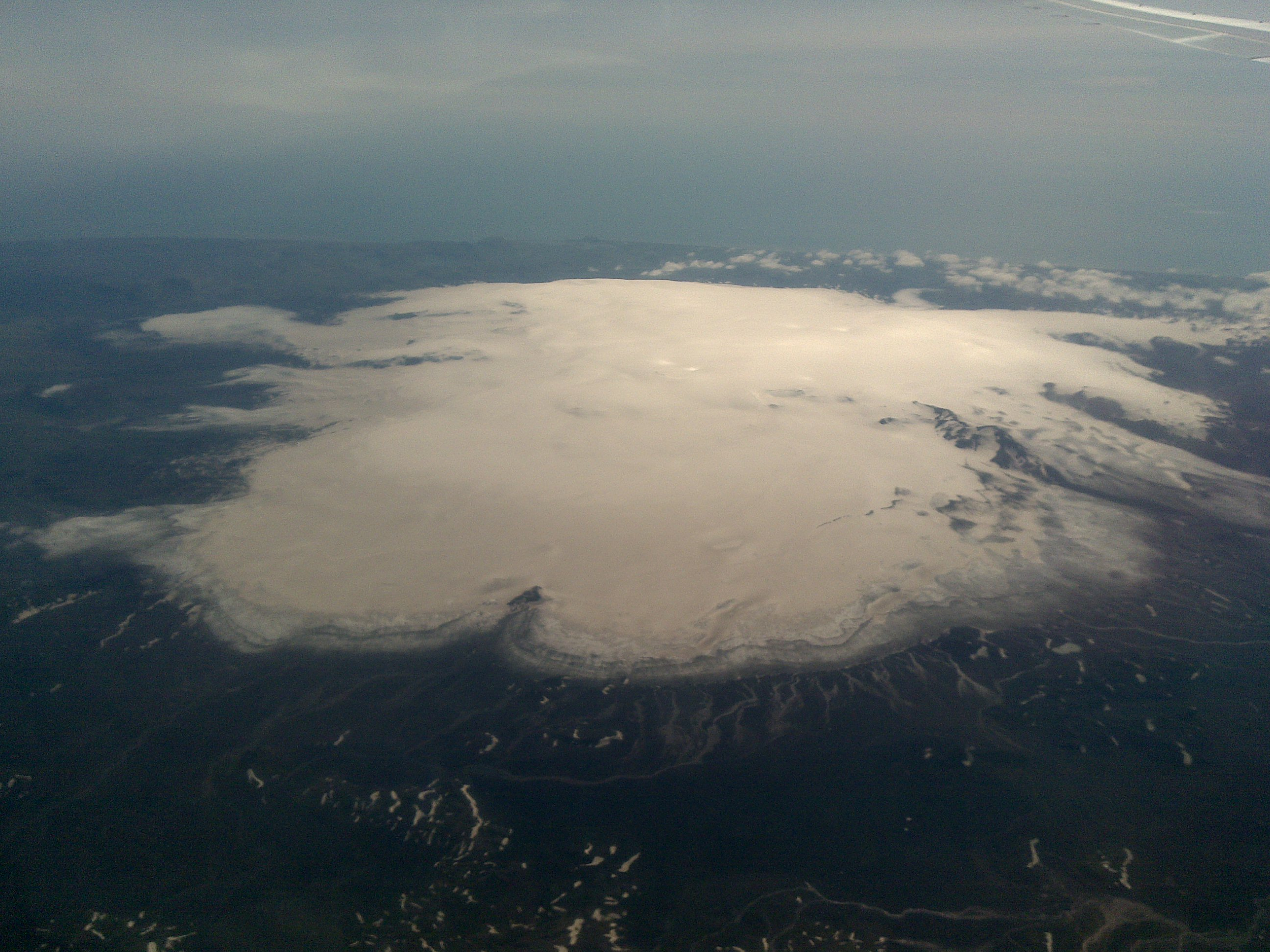
O glaciar de Mýrdalsjökull
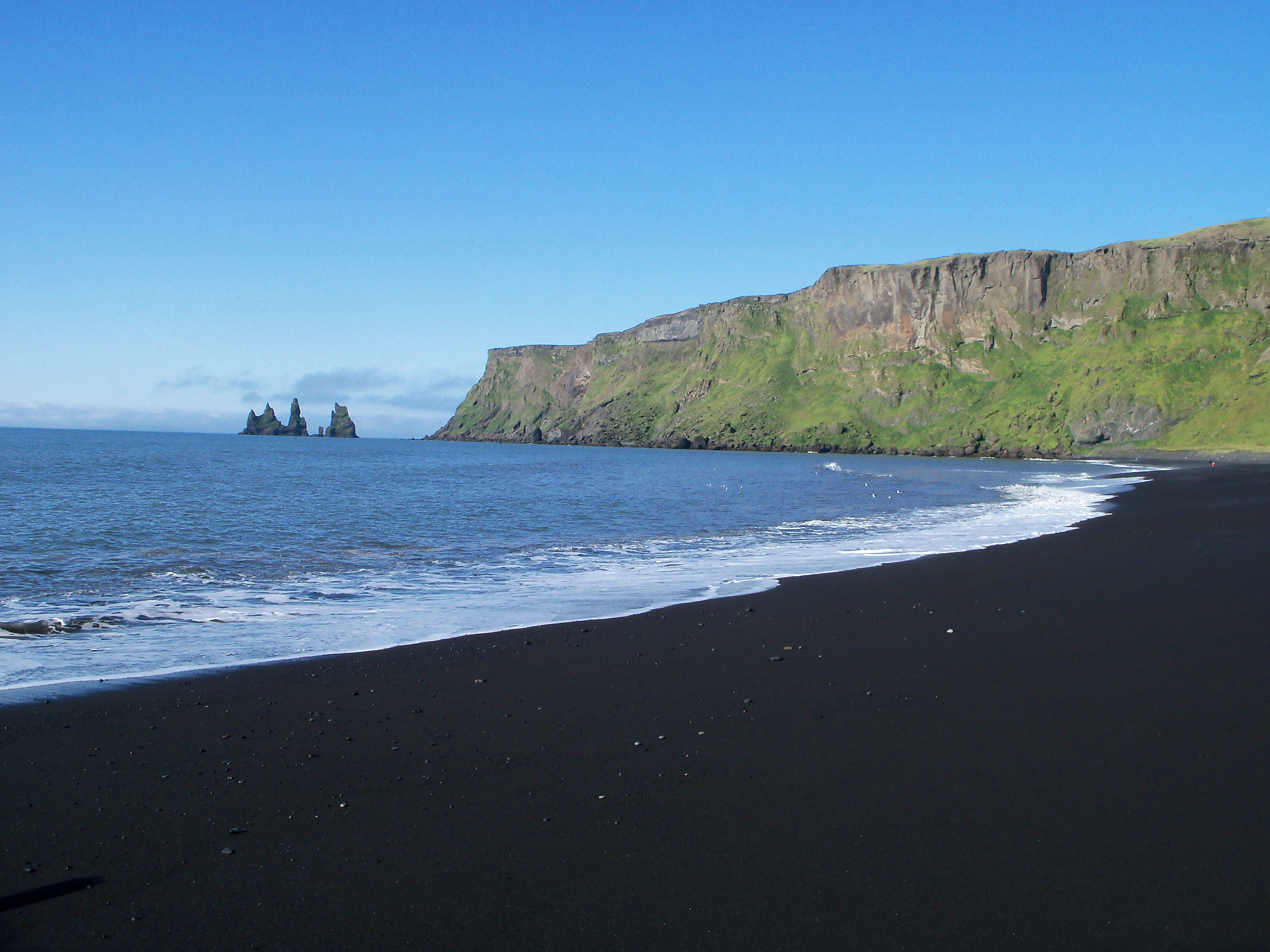
A praia de Vík
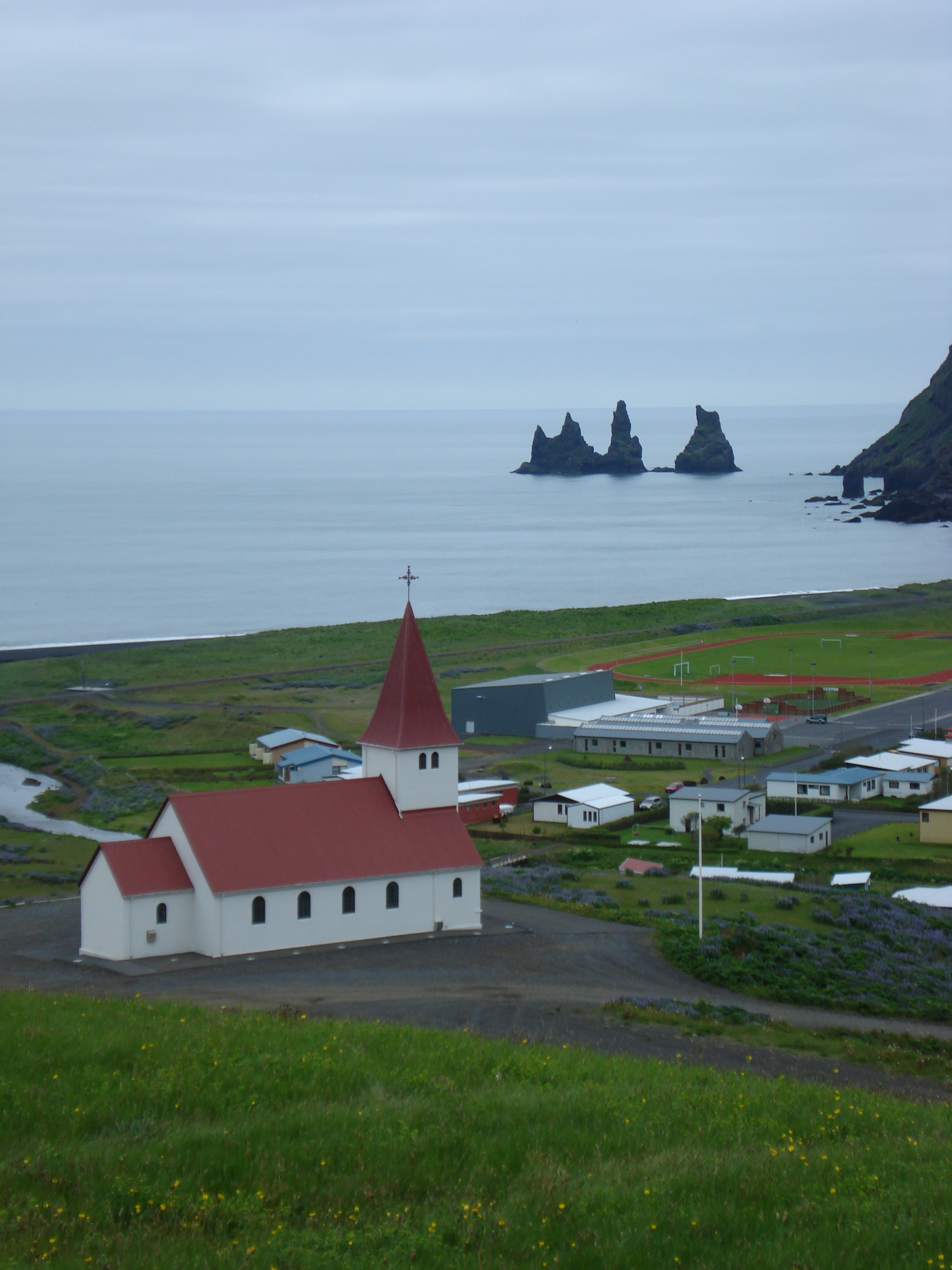
A igreja de Vík e a praia de Reynisdrangar